# Niederrheinisch-Westfälischer Reichskreis

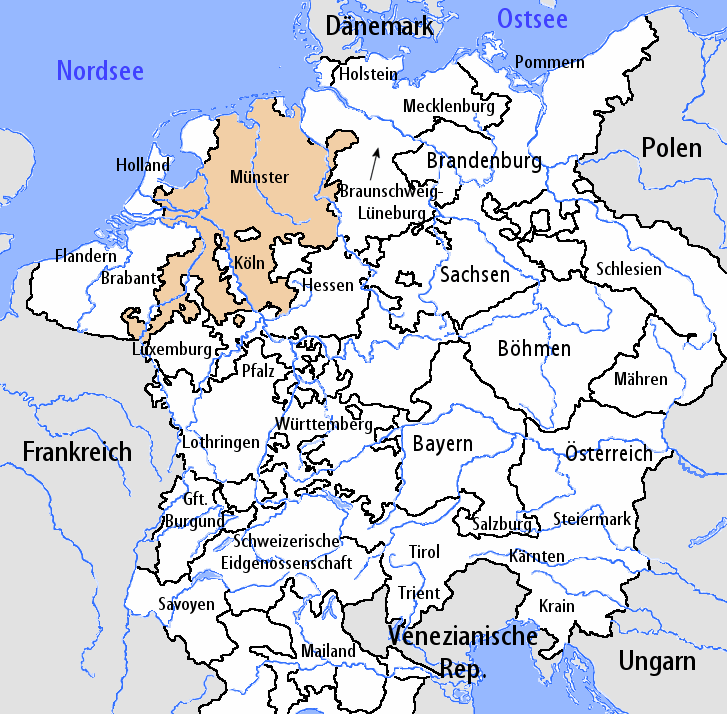
Reichskreise zu Beginn des 16. Jahrhunderts (Niederrheinisch-Westfälischer Reichskreis in Hellbraun)

Niederrheinisch-Westfälischer Reichskreis in der Mitte des 16. Jahrhunderts

Der Niederrheinisch-Westfälische Reichskreis (im 16. Jahrhundert noch Niederländisch-Westfälischer Reichskreis, später oft auch nur Westfälischer Reichskreis genannt) war einer der zehn Reichskreise, in die unter Kaiser Maximilian I. 1500 bzw. 1512 das Heilige Römische Reich eingeteilt wurde. Der Westfälische Reichskreis selbst wurde 1500 eingerichtet und bestand bis zum Ende des Alten Reiches.

## Gebiet
Der Kreis umfasste die Herrschaftsgebiete zwischen der Weser und der späteren Grenze zu den Niederlanden bis an die Maas und südlich bis an Ahr und Sieg. Rechts der Weser lagen nur das Hochstift Verden und die Grafschaft Schaumburg. Innerhalb der Grenzen des Kreises lagen aber auch Gebiete, die zum Kurrheinischen Kreis gehörten. Dies gilt insbesondere für Kurköln mit den zugehörigen Teilen Vest Recklinghausen und Herzogtum Westfalen. Im Jahr 1548 wurden das Hochstift Utrecht und das Herzogtum Geldern durch den Burgundischen Vertrag an den Burgundischen Reichskreis abgegeben. Das Hochstift Cambrai wurde 1678 französisch und schied damit aus dem Reich und dem Reichskreis aus.

## Organisation

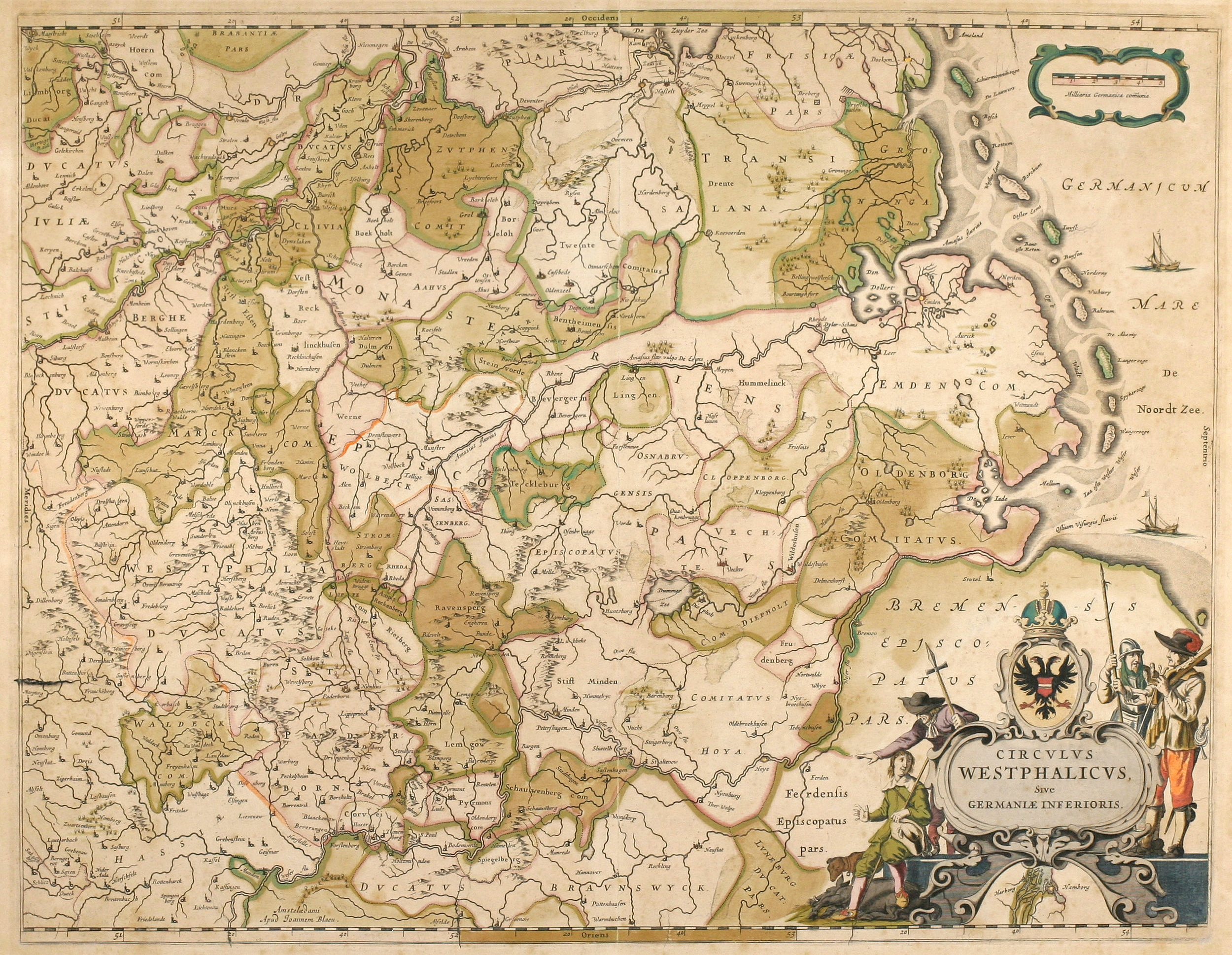
Gewestete Karte des Niederrheinisch-Westfälischen Reichskreises von Joan Blaeu 1640, also vor den Veränderungen durch den Westfälischen Frieden

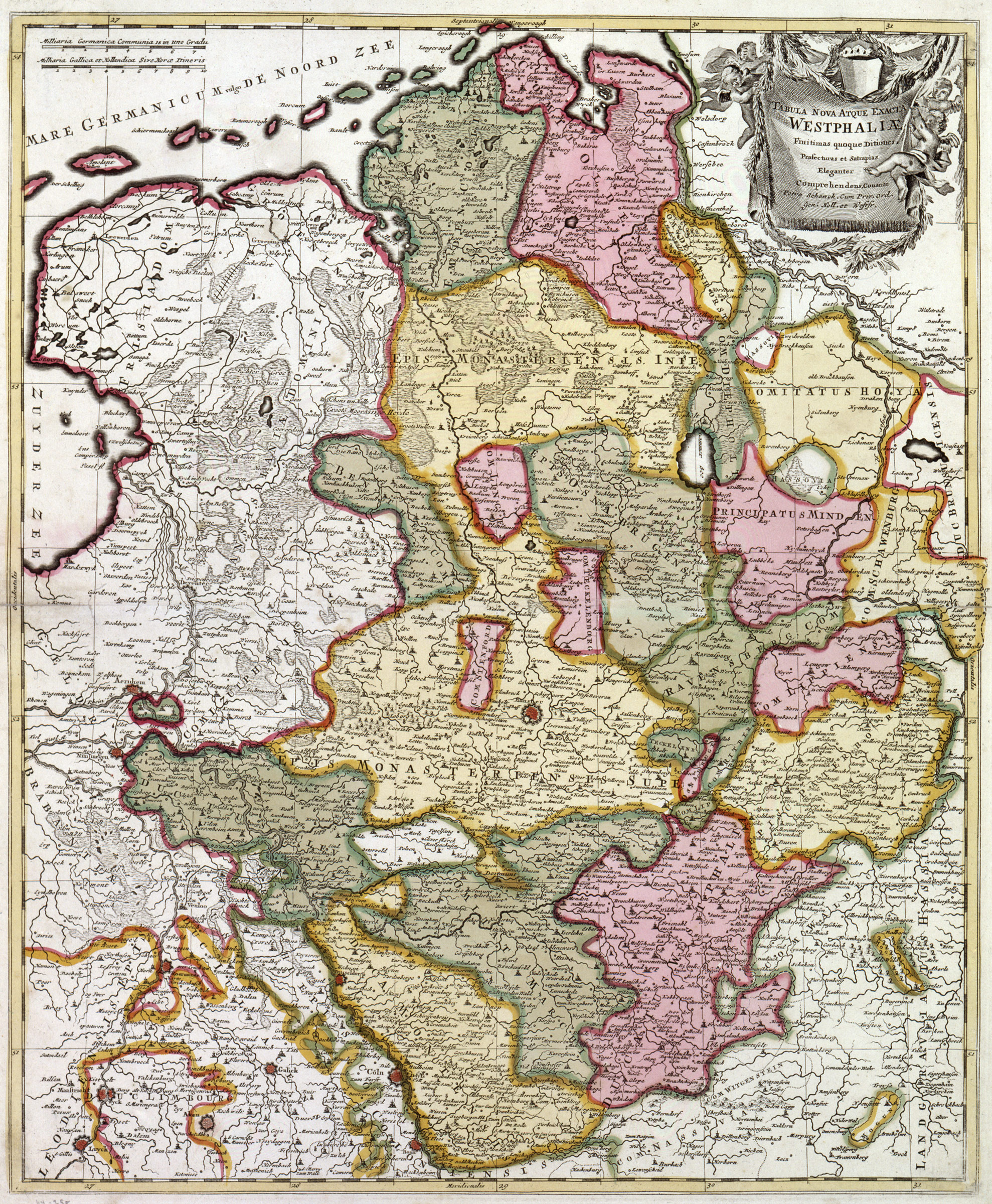
Landkarte von Westfalen von Peter Schenk dem Älteren um 1710

Der Reichskreis umfasste 1512 insgesamt 55 Kreisstände, deren Vertreter die Kreistage bildeten. Diese wurden nur selten einberufen und fanden dann meist in Köln statt. Die Kanzlei und das Kreisarchiv befanden sich in Düsseldorf. 1555 übernahm der Herzog von Jülich-Kleve-Berg das Kreisoberstenamt im Rahmen der Reichsexekutionsordnung. Kreisausschreibender Fürst, später Kreisdirektor genannt, war zunächst ebenfalls der Herzog von Jülich. Das Amt ging zu Beginn des 17. Jahrhunderts auf den Fürstbischof von Münster über. Nach dem Jülich-Klevischen Erbfolgestreit wurde das Amt geteilt. Neben Münster wechselten das Haus Pfalz-Neuburg (für Jülich) und Brandenburg (für Kleve) sich ab.
Die Grafen und Herren der Region waren seit 1653 im Niederrheinisch-Westfälischen Reichsgrafenkollegium zusammengeschlossen.
Der Reichskreis hatte das Recht, Assessoren für das Reichskammergericht zu präsentieren. Als Folge der konfessionellen Spaltung des Kreises stellte die evangelische wie auch die katholische Hälfte im 17. Jahrhundert jeweils zwei Assessoren.

## Geschichte
Eine mehr oder weniger geschlossene Politik verfolgten die Kreisstände 1534 zur Sicherung des Landfriedens beim Kampf gegen das Täuferreich von Münster. Ab 1556 bemühte sich der Kreis um eine Vereinheitlichung des Münzwesens im Zusammenhang mit der Reichsmünzordnung. Auch insgesamt war der Reichskreis im 16. Jahrhundert am aktivsten, als es unter anderem galt, die Türkensteuer aufzubringen. In den folgenden Jahrhunderten nahm die Bedeutung ab.
Problematisch war die Grenzlage zu den Niederlanden. Verschiedentlich griff der Achtzigjährige Krieg zwischen der Unabhängigkeitsbewegung und Spanien, wie etwa im Spanischen Winter 1598/1599 auch auf Gebiete im Reichskreis über. Auch deshalb strebte der Kreis während des Truchsessischen Krieges eine bewaffnete Neutralität an.
Auswärtige Kräfte nahmen starken Einfluss auf den Reichskreis. So war Kurköln eine Schutzmacht der nordwestdeutschen Hochstifte. Lange Zeit besetzte das Haus Wittelsbach wichtige Bischofssitze. Weiterhin übten Hessen, die Kurpfalz und die welfischen Herzogtümer im Norden Einfluss aus. Durch Besitzwechsel in einigen Territorien gewannen mit Braunschweig und Brandenburg seit dem Ende des 16. Jahrhunderts auswärtige Herrscher stark an Gewicht. Dagegen blieb der Reichskreis weitgehend kaiserfern. Im Dreißigjährigen Krieg waren die Hochstifte als Mitglieder der Katholischen Liga mit dem Kaiser verbündet, während Herzog Wolfgang Wilhelm mit Jülich-Berg neutral blieb. Im Jahr 1644 stellte der Kölner Kurfürst Ferdinand von Bayern nach einem Votum des Kreistags und mit Billigung des Kaisers eine eigene Kreisarmee auf, die bis zum Friedensschluss das Kreisgebiet insbesondere gegen die Landgrafschaft Hessen-Kassel verteidigte.
Auch verschärften sich die konfessionellen Gegensätze. Es gab neben katholischen Gebieten auch reformierte und lutherische Territorien. Verschiedene Gebiete waren im Prozess der Konfessionalisierung umstritten. Insgesamt führten Konfessionsgegensätze und die unterschiedlichen Interessen, insbesondere die Eigeninteressen der größeren Territorien dazu, dass der Kreis nur noch schwer eine gemeinsame Linie fand.
Auswärtige Interessen schwächten die gemeinsame Münzpolitik. Durch das Bestehen stehender Heere der größeren Territorien wurden die nichtarmierten Kreisstände benachteiligt. Teilweise wird der Niederrheinisch-Westfälische Reichskreis zur Kreisassoziation der Vorderen Reichskreise gerechnet. Diese hatte sich gegen die Expansionspolitik Ludwigs XIV. gebildet. Ein 1697 abgehaltener Kreistag in Köln konnte daran nichts ändern. Nach 1702 stellte der Kreis daher für die Reichsarmee nur etwa 2000 Mann zur Verfügung. Im 18. Jahrhundert wurde der Kreis meist durch die drei Direktoren vertreten und spielte keine eigenständige Rolle mehr. Kreistage wurden etwa zwischen 1738 und 1757 nicht abgehalten. Im Jahr 1789 wurde der Reichskreis mit der Reichsexekution gegen die Lütticher Revolution beauftragt.
Nach der Abtretung aller linksrheinischen Gebiete an Frankreich erfolgte 1806 die Auflösung des Reichskreises.

## Mitglieder
Im Folgenden sind die Mitglieder des Reichskreises aufgelistet, ausgehend von der Reichsmatrikel des Jahres 1521 und einer Auflistung von 1532. Bis gegen Ende des Reiches abgegangene Reichsstände sind kursiv gedruckt, neu hinzugekommene gesondert aufgeführt.

### Geistliche Fürsten

#### Bistümer
- Hochstift Cambrai; 1678 französisch
- Hochstift Lüttich
- Hochstift Minden; 1648 weltliches Fürstentum
- Hochstift Münster
- Hochstift Osnabrück
- Hochstift Paderborn
- Hochstift Utrecht; 1528 an Spanien, 1548 zum Burgundischen Reichskreis, später niederländisch
- Hochstift Verden; 1648 weltliches Fürstentum

#### Abteien
- Stift Stablo-Malmedy; vorher Prälatur
- Stift Corvey; vorher Prälatur; 1792 Hochstift

### Weltliche Fürsten
- Herzogtum Jülich-Berg mit Grafschaft Ravensberg, ab 1521 bis 1609 Personalunion als Vereinigte Herzogtümer Jülich-Kleve-Berg, 1614 vorläufige und 1666 endgültige Erbteilung zwischen Markgrafschaft Brandenburg und Pfalz-Neuburg.
- Herzogtum Kleve mit der Grafschaft Mark, ab 1521 bis 1609 Personalunion als Vereinigte Herzogtümer, 1614 vorläufige und 1666 endgültige Erbteilung zwischen Markgrafschaft Brandenburg und Pfalz-Neuburg.
- Herzogtum Geldern; 1538 an Haus Mark in Personalunion als Vereinigten Herzogtümer, ab 1543 durch militärische Intervention des Kaisers an Habsburg, 1548 zum Burgundischen Reichskreis

bis 1792 neu:
- Herzogtum Arenberg
- Fürstentum Minden; ab 1648, zuvor geistliches Fürstentum
- Fürstentum Verden; ab 1648, zuvor geistliches Fürstentum
- Fürstentum Nassau-Dillenburg; 1664 gefürstet, vorher Reichsgrafschaft
- Fürstentum Ostfriesland; 1667 gefürstet, vorher Reichsgrafschaft
- Fürstentum Moers; 1706 Fürstentum, vorher Grafschaft; ohne Reichsstandschaft

### Reichsprälaten
- Abtei Corvey; spätestens 1582 Fürstabtei, 1792 Hochstift
- Reichsabtei Kornelimünster
- Reichsabtei Stablo-Malmedy
- Reichsabtei Werden
- Frauenstift Essen
- Frauenstift Herford
- Frauenstift Thorn
- Kloster Echternach

### Grafen und Herren
- Grafschaft Bentheim
- Grafschaft Manderscheid; 1546 von Habsburg mediatisiert
- Grafschaft Bronkhorst; 1719 erloschen
- Grafschaft Diepholz
- Grafschaft Hoya
- Grafschaft Lippe
- Grafschaft Moers; 1541 von Kleve mediatisiert, 1706 Fürstentum; ohne Reichsstandschaft
- Grafschaft Nassau-Dillenburg; 1664 Fürstentum
- Grafschaft Oldenburg, 1777 Herzogtum
- Grafschaft Ostfriesland; 1667 Fürstentum
- Grafschaft Pyrmont
- Herrschaft Reichenstein
- Grafschaft Rietberg
- Grafschaft Salm-Reifferscheid
- Grafschaft Sayn
- Grafschaft Schaumburg
- Grafschaft Spiegelberg
- Grafschaft Steinfurt
- Grafschaft Tecklenburg
- Grafschaft Virneburg
- Grafschaft Wied
- Herrschaft Winneburg und Beilstein
- Herrschaft Reckheim, Besitz der Herren von Sombreffe, nach 1623 Grafschaft Reckheim

bis 1792 neu:
- Herrschaft Anholt (vertreten durch Fürsten von Salm-Salm)
- Grafschaft Blankenheim und Gerolstein
- Herrschaft Gemen
- Herrschaft Gimborn
- Grafschaft Gronsveld
- Grafschaft Hallermund
- Grafschaft Holzappel
- Grafschaft Kerpen und Lommersum (1786 reichsunmittelbar)
- Reichsherrschaft Myllendonk
- Grafschaft Reckheim (1620 reichsunmittelbar)
- Grafschaft Schleiden (Ende 16. Jahrhundert reichsunmittelbar)
- Herrschaft Wickrath
- Herrschaft Wittem

kreisangehörige Grafschaften ohne Reichsstandschaft:
- Grafschaft Lingen
- Grafschaft Ravensberg ab 1346 Personalunion mit Herzogtum Berg, 1437 mit Jülich-Berg und ab 1521 bis 1609 Teil der Vereinigten Herzogtümer, 1614 vorläufig und 1666 dauerhaft an Markgrafschaft Brandenburg.
- seit 1614: Grafschaft Hoorn

### Städte
Reichsstädte:
- Aachen
- Cambrai
- Dortmund
- Köln

Reichsunmittelbarkeit umstritten:
- Duisburg (vertreten durch Kleve-Mark)
- Herford (vertreten durch Jülich-Berg)
- Verden (vertreten durch Jülich-Berg)

Keine Reichsstände:
- Brakel (vertreten durch Paderborn)
- Düren (vertreten durch Jülich-Berg)
- Lemgo (vertreten durch Grafschaft Lippe)
- Soest (vertreten durch Kleve-Mark)
- Warburg (vertreten durch Paderborn)
- Wesel (vertreten durch Kleve-Mark)

### Enklaven
Nicht zum Niederrheinisch-Westfälischen Reichskreis gehörende Territorien, die ganz oder zum Teil von Kreisgebiet umschlossen waren:
- Kurköln mit dem Herzogtum Westfalen und dem Vest Recklinghausen; Kurrheinischer Reichskreis
- Herzogtum Limburg; Burgundischer Reichskreis
- Reichsabtei Burtscheid; kreisfrei
- Reichsherrschaft Dyck; kreisfrei
- Herrschaft Hoerstgen; Reichsunmittelbarkeit umstritten, kreisfrei
- Herrschaft Rheda; kein Reichsstand, kreisfrei
- Reichsherrschaft Saffenburg, kreisfrei